# Lycianthes pauciflora
Lycianthes pauciflora là loài thực vật có hoa trong họ Cà. Loài này được (Vahl) Bitter mô tả khoa học đầu tiên năm 1919.